# Сполдинг (округ)
Спо́лдинг (англ. Spalding County) — округ штата Джорджия, США. Население округа на 2000 год составляло 58 417 человек. Административный центр округа — город Гриффин.

## История
Округ Сполдинг основан в 1851 году.

## География
Округ занимает площадь 512.8 км2.

## Демография
Согласно Бюро переписи населения США, в округе Сполдинг в 2000 году проживало 58 417 человек. Плотность населения составляла 113.9 человек на квадратный километр.